# Mittelsee (Höhenland)
Der langgestreckte Mittelsee liegt in der eiszeitlichen Rinne des Gamengrundes nördlich des Gamensees bei Tiefensee und südlich von Leuenberg im Barnim 500–800 m östlich der B 158. Zwischen dem Mittelsee und dem nördlich angrenzenden Langen Haussee (südlichem Langen See) quert die in diesem Abschnitt stillgelegte Wriezener Bahn den Gamengrund. Die Trennung zwischen beiden Seen bestand allerdings schon vor der Anlegung der Bahntrasse. Die Strecke kann von Tiefensee aus mit der Draisine befahren werden.
Der Mittelsee ist ein Rinnensee von etwa einem Kilometer Länge und bis zu 80 m Breite. Nach den beiden Gamenseen (bei Tiefensee und bei Falkenberg) und dem Langen Haussee liegt er damit zusammen mit dem (nördlichen) Langen See bezüglich der Größe etwa auf Platz vier unter den Seen im Gamengrund. Er liegt in dessen südlichem Teil, der sich von Leuenberg durch das ausgedehnte Waldgebiet zwischen Hirschfelde und Sternebeck zieht.
Der Wasserspiegel des Mittelsees liegt durchschnittlich 77,9 m ü. NHN, ist aber korrespondierend mit dem regionalen Grundwasserstand deutlichen Schwankungen von 1,5 bis 2,5 m unterworfen. Der See gehört zu einem oberflächlich abflusslosen Gebiet, speist aber zusammen mit den beiden Nachbarseen, Gamensee und Langer Haussee, durch unterirdische natürliche Abflüsse das im südlichsten Teil des Gamengrundes entspringende Fredersdorfer Mühlenfließ. Der Mittelsee ist von einem fast vollständigen ein bis drei Meter breiten Seggensaum umgeben, dem im südlichen Teil stellenweise ein zwei bis drei Meter breites Rohrkolben-Röhricht vorgelagert ist. Das überall steile Ufer ist von Erlen bestanden. Der See besitzt Bestände des Ährigen Tausendblatts und des Schwimmenden Laichkrauts, vereinzelt auch des Alpen-Laichkrauts. An Fischen kommen im See Karpfen, Hecht, Flussbarsch und Rotfeder vor.
Der See ist beliebt als Badesee und als Angelgewässer. Er wird darüber hinaus von einem Fischereibetrieb in Prötzel bewirtschaftet.